# Liste des audios Doctor Who: The New Series par Big Finish
Il s'agit d'une liste de productions audio basées sur la nouvelle ère de la longue série télévisée britannique de science-fiction Doctor Who produite par Big Finish Productions.

## Contexte
Les audios présentent à la fois d'anciens acteurs qui ont incarné le Docteur et ses compagnons, ainsi que de nouveaux personnages récurrents et éléments d'autres spin-off de l'univers Doctor Who. La canonicité des audios, comme celle des autres spin-off de Doctor Who, n'est pas claire. À ce jour, les productions ont mis en vedette le Docteur de la Guerre (Sir John Hurt), le Neuvième (Christopher Eccleston) et Dixième Docteur (David Tennant) interprétés par leurs acteurs d'origine.
La licence actuelle de Big Finish auprès de la BBC lui permet de produire des drames audio mettant en vedette les douze premières incarnations du Docteur et des personnages associés introduits dans la série entre 1963 et 2017.

## Personnages
En avril 2022, il a été confirmé que Jo Martin reprendrait son rôle du Docteur Fugitif dans une série d'aventures audio et qu'ils produisaient des audios mettant le Maître (Sacha Dhawan). En juillet 2024, Big Finish a annoncé qu'ils produiraient des histoires mettant en vedette Jodie Whittaker dans le rôle du Treizième Docteur et Mandip Gill dans le rôle de sa compagne Yasmin Khan.
Des aventures mettant en vedette les compagnons de la nouvelle série comme Rose Tyler (Billie Piper) et Donna Noble (Catherine Tate) ont également été publiées.
Big Finish a publié The Ninth Doctor Chronicles, une série d'audios narré par Nicholas Briggs et mettant en vedette Camille Coduri revenant dans le rôle de Jackie Tyler et Bruno Langley revenant dans le rôle du compagnon du Neuvième Docteur, Adam Mitchell.

## Aperçu
| Séries         | Séries                           | Saisons        | Épisodes       | Spéciaux       | Publication originale | Publication originale |
| Séries         | Séries                           | Saisons        | Épisodes       | Spéciaux       | Première sortie       | Dernière sortie       |
| The New Series | The New Series                   | The New Series | The New Series | The New Series | The New Series        | The New Series        |
| -------------- | -------------------------------- | -------------- | -------------- | -------------- | --------------------- | --------------------- |
|                | Destiny of the Doctor            | 1              | 11             | —              | Janvier 2013          | Novembre 2013         |
|                | The War Doctor                   | 14             | 42             | —              | Décembre 2015         | En cours              |
|                | The Tenth Doctor Adventures      | 4              | 12             | 18             | Mai 2016              | En cours              |
|                | The Doctor Chronicles            | 12             | 44             | —              | Mai 2017              | En cours              |
|                | Time Lord Victorious             | 1              | 3              | 4              | Octobre 2020          | Avril 2021            |
|                | The Ninth Doctor Adventures      | 4              | 48             | —              | Mai 2021              | En cours              |
|                | Once and Future                  | 1              | 8              | —              | Mai 2023              | Novembre 2024         |
|                | The Fugitive Doctor              | 2              | 6              | —              | Janvier 2025          | En cours              |
|                | The Thirteenth Doctor Adventures | 1              | 12             | —              | Juillet 2025          | En cours              |

## Catégorie«The New Series»

### The War Doctor(2015-Présent)

#### The War Doctor 1: Only the Monstrous[17](2015)
| N° | Titre                       | Réalisé par     | Écrit par       | Personnages                                       | Publication   |
| -- | --------------------------- | --------------- | --------------- | ------------------------------------------------- | ------------- |
| 1  | « The Innocent »            | Nicholas Briggs | Nicholas Briggs | Docteur de la Guerre, Rejoice, Ollistra et Daleks | Décembre 2015 |
| 2  | « The Thousand Worlds »     | Nicholas Briggs | Nicholas Briggs | Docteur de la Guerre, Rejoice, Ollistra et Daleks | Décembre 2015 |
| 3  | « The Heart of the Battle » | Nicholas Briggs | Nicholas Briggs | Docteur de la Guerre, Rejoice, Ollistra et Daleks | Décembre 2015 |

#### The War Doctor 2:Infernal Devices[18](2016)
| N° | Titre                  | Réalisé par     | Écrit par    | Personnages                              | Publication  |
| -- | ---------------------- | --------------- | ------------ | ---------------------------------------- | ------------ |
| 1  | « Legion of the Lost » | Nicholas Briggs | John Dorney  | Docteur de la Guerre, Ollistra et Daleks | Février 2016 |
| 2  | « A Thing of Guile »   | Nicholas Briggs | Phil Mulryne | Docteur de la Guerre, Ollistra et Daleks | Février 2016 |
| 3  | « The Neverwhen »      | Nicholas Briggs | Matt Fitton  | Docteur de la Guerre, Ollistra et Daleks | Février 2016 |

#### The War Doctor 3:Agents of Chaos[19](2016)
| N° | Titre                 | Réalisé par     | Écrit par       | Personnages                                                                            | Publication  |
| -- | --------------------- | --------------- | --------------- | -------------------------------------------------------------------------------------- | ------------ |
| 1  | « The Shadow Vortex » | Nicholas Briggs | David Llewellyn | Docteur de la Guerre, Ollistra, Daleks et Dalek "Time Strategist"                      | Octobre 2016 |
| 2  | « The Eternity Cage » | Nicholas Briggs | Andrew Smith    | Docteur de la Guerre, Heleyna, Ollistra, Daleks, Dalek "Time Strategist" et Sontariens | Octobre 2016 |
| 3  | « Eye of Harmony »    | Nicholas Briggs | Ken Bentley     | Docteur de la Guerre, Heleyna, Ollistra, Daleks et Dalek "Time Strategist"             | Octobre 2016 |

#### The War Doctor 4:Casualties of War[20](2017)
| N° | Titre                    | Réalisé par     | Écrit par       | Personnages                                               | Publication  |
| -- | ------------------------ | --------------- | --------------- | --------------------------------------------------------- | ------------ |
| 1  | « Pretty Lies »          | Nicholas Briggs | Guy Adams       | Docteur de la Guerre, Ollistra et Daleks                  | Février 2017 |
| 2  | « The Lady of Obsidian » | Nicholas Briggs | Andrew Smith    | Docteur de la Guerre, Ollistra, Leela et Daleks           | Février 2017 |
| 3  | « The Enigma Dimension » | Nicholas Briggs | Nicholas Briggs | Docteur de la Guerre, Ollistra, Leela, l'Enigma et Daleks | Février 2017 |

#### The War Doctor Begins 1:Forged in Fire[21](2021)
| N° | Titre                | Réalisé par    | Écrit par    | Personnages                                                       | Publication |
| -- | -------------------- | -------------- | ------------ | ----------------------------------------------------------------- | ----------- |
| 1  | « Light the Flame »  | Louise Jameson | Matt Fitton  | Docteur de la Guerre, Tamasan, Ohila, Consœurie de Karn et Rasmus | Juin 2021   |
| 2  | « Lion Hearts »      | Louise Jameson | Lou Morgan   | Docteur de la Guerre, Tamasan et Tharils                          | Juin 2021   |
| 3  | « The Shadow Squad » | Louise Jameson | Andrew Smith | Docteur de la Guerre, Tamasan et Daleks                           | Juin 2021   |

#### The War Doctor Begins 2:Warbringer[22](2021)
| N° | Titre            | Réalisé par    | Écrit par        | Personnages                                            | Publication   |
| -- | ---------------- | -------------- | ---------------- | ------------------------------------------------------ | ------------- |
| 1  | « Consequences » | Louise Jameson | Timothy X. Atack | Docteur de la Guerre, Veklin, Case, Tamasan et Andarta | Décembre 2021 |
| 2  | « Destroyer »    | Louise Jameson | Andrew Smith     | Docteur de la Guerre, Veklin, Case, Tamasan et Daleks  | Décembre 2021 |
| 3  | « Saviour »      | Louise Jameson | Jonathan Morris  | Docteur de la Guerre, Veklin, Case, Rondig et Daleks   | Décembre 2021 |

#### The War Doctor Begins 3:Battlegrounds[23](2022)
| N° | Titre                   | Réalisé par    | Écrit par        | Personnages                                     | Publication |
| -- | ----------------------- | -------------- | ---------------- | ----------------------------------------------- | ----------- |
| 1  | « The Keeper of Light » | Louise Jameson | Phil Mulryne     | Docteur de la Guerre, Tamasan, Dorothy et David | Mai 2022    |
| 2  | « Temmosus »            | Louise Jameson | Rossa McPhillips | Docteur de la Guerre, Tamasan, Thals et Daleks  | Mai 2022    |
| 3  | « Rewind »              | Louise Jameson | Timothy X. Atack | Docteur de la Guerre, Tamasan et Daleks         | Mai 2022    |

#### The War Doctor Begins 4:He Who Fights With Monsters[24](2022)
| N° | Titre           | Réalisé par    | Écrit par        | Personnages                                                  | Publication   |
| -- | --------------- | -------------- | ---------------- | ------------------------------------------------------------ | ------------- |
| 1  | « The Mission » | Louise Jameson | Robert Valentine | Docteur de la Guerre, le Général et le Barbier-Chirurgien    | Décembre 2022 |
| 2  | « The Abyss »   | Louise Jameson | Robert Valentine | Docteur de la Guerre, Leela, le Barbier-Chirurgien et Daleks | Décembre 2022 |
| 3  | « The Horror »  | Louise Jameson | Robert Valentine | Docteur de la Guerre, le Barbier-Chirurgien et Daleks        | Décembre 2022 |

#### The War Doctor Begins 5:Comrades-in-Arms[25](2023)
| N° | Titre             | Réalisé par     | Écrit par        | Personnages                                                   | Publication |
| -- | ----------------- | --------------- | ---------------- | ------------------------------------------------------------- | ----------- |
| 1  | « Mother's Love » | Barnaby Edwards | Noga Flaishon    | Docteur de la Guerre, Case et Veklin                          | Mai 2023    |
| 2  | « Berserker »     | Barnaby Edwards | Timothy X. Atack | Docteur de la Guerre, Case et Daleks                          | Mai 2023    |
| 3  | « Memnos »        | Barnaby Edwards | Phil Mulryne     | Docteur de la Guerre, Case, Daleks et Dalek "Time Strategist" | Mai 2023    |

#### The War Doctor Begins 6:Enemy Mine[26](2023)
| N° | Titre                   | Réalisé par   | Écrit par          | Personnages                                                                     | Publication   |
| -- | ----------------------- | ------------- | ------------------ | ------------------------------------------------------------------------------- | ------------- |
| 1  | « The Hybrid's Choice » | Helen Goldwyn | Ajjaz Awad-Ibrahim | Docteur de la Guerre, Daleks et Dalek "Time Strategist"                         | Décembre 2023 |
| 2  | « Fear Nothing »        | Helen Goldwyn | Mark Wright        | Docteur de la Guerre, Case, Tamasan, Daleks et Dalek "Time Strategist"          | Décembre 2023 |
| 3  | « Exit Strategy »       | Helen Goldwyn | Matt Fitton        | Docteur de la Guerre, Huitième Docteur, Case, Daleks et Dalek "Time Strategist" | Décembre 2023 |

#### The War Doctor Rises 1:Morbius the Mighty[27](2024)
| N° | Titre          | Réalisé par     | Écrit par | Personnages                             | Publication |
| -- | -------------- | --------------- | --------- | --------------------------------------- | ----------- |
| 1  | « Part One »   | Bethany Weimers | Tim Foley | Docteur de la Guerre, Morbius et Daleks | Août 2024   |
| 2  | « Part Two »   | Bethany Weimers | Tim Foley | Docteur de la Guerre, Morbius et Daleks | Août 2024   |
| 3  | « Part Three » | Bethany Weimers | Tim Foley | Docteur de la Guerre, Morbius et Daleks | Août 2024   |

#### The War Doctor Rises 2:Unknown Soldiers[28](2024)
| N° | Titre          | Réalisé par   | Écrit par        | Personnages                    | Publication   |
| -- | -------------- | ------------- | ---------------- | ------------------------------ | ------------- |
| 1  | « Part One »   | Helen Goldwyn | Timothy X. Atack | Docteur de la Guerre et Daleks | Décembre 2024 |
| 2  | « Part Two »   | Helen Goldwyn | Timothy X. Atack | Docteur de la Guerre et Daleks | Décembre 2024 |
| 3  | « Part Three » | Helen Goldwyn | Timothy X. Atack | Docteur de la Guerre et Daleks | Décembre 2024 |

#### The War Doctor Rises 3:Fallen Heroes[29](2025)
| N° | Titre                                                          | Réalisé par | Écrit par  | Personnages          | Publication |
| -- | -------------------------------------------------------------- | ----------- | ---------- | -------------------- | ----------- |
| 1  | « Chapter One: The Dead Sea »                                  | Ken Bentley | Alfie Shaw | Docteur de la Guerre | Mai 2025    |
| 2  | « Chapter Two: Unit 26 »                                       | Ken Bentley | Alfie Shaw | Docteur de la Guerre | Mai 2025    |
| 3  | « Chapter Three: Yesterday is Tomorrow and Tomorrow is Today » | Ken Bentley | Alfie Shaw | Docteur de la Guerre | Mai 2025    |

#### The War Doctor Rises 4:TBA[30](2025)
| N° | Titre | Réalisé par | Écrit par | Personnages          | Publication   |
| -- | ----- | ----------- | --------- | -------------------- | ------------- |
| 1  | TBA   | —           | —         | Docteur de la Guerre | Décembre 2025 |
| 2  | TBA   | —           | —         | Docteur de la Guerre | Décembre 2025 |
| 3  | TBA   | —           | —         | Docteur de la Guerre | Décembre 2025 |

 : Publications à venir

### The Ninth Doctor Adventures(2021-Présent)

#### Saison 1(2021-2022)
| N°                                  | Titre                         | Réalisé par             | Écrit par               | Personnages                                                          | Publication             |
| Volume 1 : « Ravagers »             | Volume 1 : « Ravagers »       | Volume 1 : « Ravagers » | Volume 1 : « Ravagers » | Volume 1 : « Ravagers »                                              | Volume 1 : « Ravagers » |
| ----------------------------------- | ----------------------------- | ----------------------- | ----------------------- | -------------------------------------------------------------------- | ----------------------- |
| 1                                   | « Sphere of Freedom »         | Nicholas Briggs         | Nicholas Briggs         | Neuvième Docteur, Nova et Audrey                                     | Mai 2021                |
| 2                                   | « Cataclysm »                 | Nicholas Briggs         | Nicholas Briggs         | Neuvième Docteur, Nova et Audrey                                     | Mai 2021                |
| 3                                   | « Food Fight »                | Nicholas Briggs         | Nicholas Briggs         | Neuvième Docteur, Nova et Audrey                                     | Mai 2021                |
| Volume 2 : « Respond to All Calls » |                               |                         |                         |                                                                      |                         |
| 4                                   | « Girl, Deconstructed »       | Helen Goldwyn           | Lisa McMullin           | Neuvième Docteur, Marnie, Kurt et Serapheem                          | Août 2021               |
| 5                                   | « Fright Motif »              | Helen Goldwyn           | Tim Foley               | Neuvième Docteur, Artie Berger, Zazie Vincent et Maurice Le Bon      | Août 2021               |
| 6                                   | « Planet of the End »         | Helen Goldwyn           | Timothy X. Atack        | Neuvième Docteur et Premier Incorporation                            | Août 2021               |
| Volume 3 : « Lost Warriors »        |                               |                         |                         |                                                                      |                         |
| 7                                   | « The Huntling Season »       | Barnaby Edwards         | James Kettle            | Neuvième Docteur                                                     | Novembre 2021           |
| 8                                   | « The Curse of Lady Macbeth » | Barnaby Edwards         | Lizzie Hopley           | Neuvième Docteur                                                     | Novembre 2021           |
| 9                                   | « Monsters in Metropolis »    | Barnaby Edwards         | John Dorney             | Neuvième Docteur, Fritz Lang and Cybermen                            | Novembre 2021           |
| Volume 4 : « Old Friends »          |                               |                         |                         |                                                                      |                         |
| 10                                  | « Fond Farewell »             | Helen Goldwyn           | David K. Barnes         | Neuvième Docteur                                                     | Février 2022            |
| 11                                  | « Way of the Burryman »       | Helen Goldwyn           | Roy Gill                | Neuvième Docteur, le Brigadier, Sam Bishop, Fiona McCall et Cybermen | Février 2022            |
| 12                                  | « The Forth Generation »      | Helen Goldwyn           | Roy Gill                | Neuvième Docteur, le Brigadier, Sam Bishop, Fiona McCall et Cybermen | Février 2022            |

#### Saison 2(2022-2023)
| N°                            | Titre                        | Réalisé par                  | Écrit par                    | Personnages                                             | Publication                  |
| Volume 1 : « Back to Earth »  | Volume 1 : « Back to Earth » | Volume 1 : « Back to Earth » | Volume 1 : « Back to Earth » | Volume 1 : « Back to Earth »                            | Volume 1 : « Back to Earth » |
| ----------------------------- | ---------------------------- | ---------------------------- | ---------------------------- | ------------------------------------------------------- | ---------------------------- |
| 1                             | « Station to Station »       | Helen Goldwyn                | Robert Valentine             | Neuvième Docteur et Saffron Windrose                    | Mai 2022                     |
| 2                             | « The False Dimitry »        | Helen Goldwyn                | Sarah Grochala               | Neuvième Docteur                                        | Mai 2022                     |
| 3                             | « Auld Lang Syne »           | Helen Goldwyn                | Tim Froley                   | Neuvième Docteur et Mandy Litherland                    | Mai 2022                     |
| Volume 2 : « Into the Stars » |                              |                              |                              |                                                         |                              |
| 4                             | « Salvation Nine »           | Helen Goldwyn                | Timothy X. Atack             | Neuvième Docteur et Sontariens                          | Août 2022                    |
| 5                             | « Last of the Zetacene »     | Helen Goldwyn                | James Kettle                 | Neuvième Docteur                                        | Août 2022                    |
| 6                             | « Break the Ice »            | Helen Goldwyn                | Tim Foley                    | Neuvième Docteur et Jack Frost                          | Août 2022                    |
| Volume 3 : « Hidden Depths »  |                              |                              |                              |                                                         |                              |
| 7                             | « The Seas of Titan »        | Ken Bentley                  | Lizbeth Myles                | Neuvième Docteur et Démons des Mers                     | Novembre 2022                |
| 8                             | « Lay Down Your Arms »       | Ken Bentley                  | Lisa McMullin                | Neuvième Docteur et Bertha Kinzky                       | Novembre 2022                |
| 9                             | « Flatpack »                 | Ken Bentley                  | John Dorney                  | Neuvième Docteur, Liv Chenka et Tania Bell              | Novembre 2022                |
| Volume 4 : « Shades of Fear » |                              |                              |                              |                                                         |                              |
| 10                            | « The Colour of Terror »     | Helen Goldwyn                | Lizzie Hopley                | Neuvième Docteur                                        | Février 2023                 |
| 11                            | « The Blooming Menace »      | Helen Goldwyn                | James Kettle                 | Neuvième Docteur                                        | Février 2023                 |
| 12                            | « Red Darkness »             | Helen Goldwyn                | Roy Gill                     | Neuvième Docteur, Callen Lennox, Doyle et Vashta Nerada | Février 2023                 |

#### Saison 3(2023-2024)
| N°                            | Titre                      | Réalisé par             | Écrit par                        | Personnages                                         | Publication             |
| Volume 1 : « Pioneers »       | Volume 1 : « Pioneers »    | Volume 1 : « Pioneers » | Volume 1 : « Pioneers »          | Volume 1 : « Pioneers »                             | Volume 1 : « Pioneers » |
| ----------------------------- | -------------------------- | ----------------------- | -------------------------------- | --------------------------------------------------- | ----------------------- |
| 1                             | « The Green Gift »         | Helen Goldwyn           | Roy Gill                         | Neuvième Docteur, Callen, Doyle et Mouches Géantes  | Mai 2023                |
| 2                             | « Northern Lights »        | Helen Goldwyn           | Robert Valentine                 | Neuvième Docteur, Fridtjof Nansen, Hjalmar Johansen | Mai 2023                |
| 3                             | « The Beautiful Game »     | Helen Goldwyn           | Katharine Armitage               | Neuvième Docteur et Daphne                          | Mai 2023                |
| Volume 2 : « Travel in Hope » |                            |                         |                                  |                                                     |                         |
| 4                             | « Below There »            | Helen Goldwyn           | Lauren Mooney et Stewart Pringle | Neuvième Docteur et Vyx Leeson                      | Août 2023               |
| 5                             | « The Butler Did It »      | Helen Goldwyn           | James Moran                      | Neuvième Docteur                                    | Août 2023               |
| 6                             | « Run »                    | Helen Goldwyn           | Rober Valentine                  | Neuvième Docteur, Zzargol et Alpha Centauri         | Août 2023               |
| Volume 3 : « Buried Threats » |                            |                         |                                  |                                                     |                         |
| 7                             | « A Theatre of Cruelty »   | Helen Goldwyn           | Lisa McMullin                    | Neuvième Docteur, Antonin Artaud et Beatrice Cenci  | Février 2024            |
| 8                             | « The Running Men »        | Helen Goldwyn           | Mark Wright                      | Neuvième Docteur et Ambika Desai                    | Février 2024            |
| 9                             | « Ancient History »        | Helen Goldwyn           | Matt Fitton                      | Neuvième Docteur et Bernice Summerfield             | Février 2024            |
| Volume 4 : « Star-Crossed »   |                            |                         |                                  |                                                     |                         |
| 10                            | « Swipe Right »            | Helen Goldwyn           | John Dorney                      | Neuvième Docteur et River Song                      | Mai 2024                |
| 11                            | « Face of the Apocalypse » | Helen Goldwyn           | Lizzie Hopley                    | Neuvième Docteur et River Song                      | Mai 2024                |
| 12                            | « Archipelago »            | Helen Goldwyn           | Tim Foley                        | Neuvième Docteur et River Song                      | Mai 2024                |

#### Saison 4(2025-2027)
Le 15 février 2025, il a été annoncé que Christopher Eccleston reviendrait dans le rôle du Neuvième Docteur, en compagnie de Billie Piper dans le rôle de Rose Tyler, à travers 12 nouveaux audios.
| N° | Titre | Réalisé par   | Écrit par | Personnages                    | Publication   |
| -- | ----- | ------------- | --------- | ------------------------------ | ------------- |
| 1  | TBA   | Helen Goldwyn | —         | Neuvième Docteur et Rose Tyler | Août 2025     |
| 2  | TBA   | Helen Goldwyn | —         | Neuvième Docteur et Rose Tyler | Octobre 2025  |
| 3  | TBA   | Helen Goldwyn | —         | Neuvième Docteur et Rose Tyler | Décembre 2025 |
| 4  | TBA   | Helen Goldwyn | —         | Neuvième Docteur et Rose Tyler | Février 2026  |
| 5  | TBA   | Helen Goldwyn | —         | Neuvième Docteur et Rose Tyler | Avril 2026    |
| 6  | TBA   | Helen Goldwyn | —         | Neuvième Docteur et Rose Tyler | Juin 2026     |
| 7  | TBA   | Helen Goldwyn | —         | Neuvième Docteur et Rose Tyler | Août 2026     |
| 8  | TBA   | Helen Goldwyn | —         | Neuvième Docteur et Rose Tyler | Octobre 2026  |
| 9  | TBA   | Helen Goldwyn | —         | Neuvième Docteur et Rose Tyler | Décembre 2026 |
| 10 | TBA   | Helen Goldwyn | —         | Neuvième Docteur et Rose Tyler | Février 2027  |
| 11 | TBA   | Helen Goldwyn | —         | Neuvième Docteur et Rose Tyler | Avril 2027    |
| 12 | TBA   | Helen Goldwyn | —         | Neuvième Docteur et Rose Tyler | Juin 2027     |

 : Publications à venir

### The Tenth Doctor Adventures(2016-Présent)

#### Volume 1[56](2016)
| N° | Titre                   | Réalisé par     | Écrit par       | Personnages                    | Publication |
| -- | ----------------------- | --------------- | --------------- | ------------------------------ | ----------- |
| 1  | « Technophobia »        | Nicholas Briggs | Matt Fitton     | Dixième Docteur et Donna Noble | Mai 2016    |
| 2  | « Time Reaver »         | Nicholas Briggs | Jenny T. Colgan | Dixième Docteur et Donna Noble | Mai 2016    |
| 3  | « Death and the Queen » | Nicholas Briggs | James Goss      | Dixième Docteur et Donna Noble | Mai 2016    |

#### Volume 2[60](2017)
| N° | Titre                          | Réalisé par     | Écrit par   | Personnages                                 | Publication   |
| -- | ------------------------------ | --------------- | ----------- | ------------------------------------------- | ------------- |
| 1  | « Infamy of the Zaross »       | Nicholas Briggs | John Dorney | Dixième Docteur, Rose Tyler et Jackie Tyler | Novembre 2017 |
| 2  | « The Sword of the Chevalier » | Nicholas Briggs | Guy Adams   | Dixième Docteur et Rose                     | Novembre 2017 |
| 3  | « Cold Vengeance »             | Nicholas Briggs | Matt Fitton | Dixième Docteur, Rose et Guerriers de Glace | Novembre 2017 |

#### Volume 3[64](2019)
| N° | Titre                  | Réalisé par     | Écrit par       | Personnages                                          | Publication |
| -- | ---------------------- | --------------- | --------------- | ---------------------------------------------------- | ----------- |
| 1  | « No Place »           | Nicholas Briggs | James Goss      | Dixième Docteur, Donna, Sylvia Noble et Wilfred Mott | Mai 2019    |
| 2  | « One Mile Down »      | Nicholas Briggs | Jenny T. Colgan | Dixième Docteur, Donna et Judoons                    | Mai 2019    |
| 3  | « The Creeping Death » | Nicholas Briggs | Roy Gill        | Dixième Docteur et Donna                             | Mai 2019    |

#### Out of Time 1[68](2020)
| N° | Titre           | Réalisé par     | Écrit par   | Personnages                            | Publication |
| -- | --------------- | --------------- | ----------- | -------------------------------------- | ----------- |
| —  | « Out of Time » | Nicholas Briggs | Matt Fitton | Dixième et Quatrième Docteur et Daleks | Août 2020   |

#### The Tenth Doctor and River Song[69](2020)
| N° | Titre                     | Réalisé par     | Écrit par       | Personnages                                         | Publication   |
| -- | ------------------------- | --------------- | --------------- | --------------------------------------------------- | ------------- |
| 1  | « Expiry Dating »         | Nicholas Briggs | James Goss      | Dixième, Cinquième et Sixième Docteur et River Song | Novembre 2020 |
| 2  | « Precious Annihilation » | Nicholas Briggs | Lizzie Hopley   | Dixième Docteur et River                            | Novembre 2020 |
| 3  | « Ghosts »                | Nicholas Briggs | Jonathan Morris | Dixième Docteur et River                            | Novembre 2020 |

#### Dalek Universe 1[73](2021)
| N° | Titre                    | Réalisé par | Écrit par    | Personnages                                                             | Publication |
| -- | ------------------------ | ----------- | ------------ | ----------------------------------------------------------------------- | ----------- |
| 1  | « Buying Time »          | Ken Bentley | John Dorney  | Dixième Docteur, Anya Kingdom, Mark Seven, George Sheldrake et la Nonne | Mai 2016    |
| 2  | « The Wrong Woman »      | Ken Bentley | John Dorney  | Dixième Docteur, Anya Kingdom, Mark Seven, George Sheldrake et la Nonne | Mai 2016    |
| 3  | « The House of Kingdom » | Ken Bentley | Andrew Smith | Dixième Docteur, Anya, Mark, Merrick Kingdom et Mechanoïdes             | Mai 2016    |

#### Out of Time 2[74](2021)
| N° | Titre                 | Réalisé par | Écrit par       | Personnages                              | Publication |
| -- | --------------------- | ----------- | --------------- | ---------------------------------------- | ----------- |
| —  | « The Gates of Hell » | Ken Bentley | David Llewellyn | Dixième et Cinquième Docteur et Cybermen | Juin 2021   |

#### Dalek Universe 2[75](2021)
| N° | Titre                    | Réalisé par | Écrit par     | Personnages                                        | Publication  |
| -- | ------------------------ | ----------- | ------------- | -------------------------------------------------- | ------------ |
| 1  | « Cycle of Destruction » | Ken Bentley | Roy Gill      | Dixième Docteur, Anya, Mark et Daleks              | Juillet 2021 |
| 2  | « The Trojan Dalek »     | Ken Bentley | John Dorney   | Dixième Docteur, Anya, Mark et Daleks              | Juillet 2021 |
| 3  | « The Lost »             | Ken Bentley | Rob Valentine | Dixième Docteur, Anya, Mark, Merrick et "The Lost" | Juillet 2021 |

#### Dalek Universe 3[76](2021)
| N° | Titre                     | Réalisé par | Écrit par     | Personnages                                        | Publication  |
| -- | ------------------------- | ----------- | ------------- | -------------------------------------------------- | ------------ |
| 1  | « The First Son »         | Ken Bentley | Lizzie Hopley | Dixième Docteur, Anya, River, Movellans et Daleks  | Octobre 2021 |
| 2  | « The Dalek Defence »     | Ken Bentley | Matt Fitton   | Dixième Docteur, Anya, Davros, Daleks et Movellans | Octobre 2021 |
| 3  | « The Triumph of Davros » | Ken Bentley | Matt Fitton   | Dixième Docteur, Anya, Davros, Daleks et Movellans | Octobre 2021 |

#### Out of Time 3[77](2022)
| N° | Titre    | Réalisé par | Écrit par     | Personnages                                   | Publication |
| -- | -------- | ----------- | ------------- | --------------------------------------------- | ----------- |
| —  | « Wink » | Ken Bentley | Lisa McMullin | Dixième et Sixième Docteur et Anges Pleureurs | Juin 2022   |

#### Tenth Doctor, Classic Companions[78](2022)
| N° | Titre               | Réalisé par   | Écrit par     | Personnages                      | Publication    |
| -- | ------------------- | ------------- | ------------- | -------------------------------- | -------------- |
| 1  | « Splinters »       | Helen Goldwyn | John Dorney   | Dixième Docteur, K9 et Leela     | Septembre 2022 |
| 2  | « The Stuntman »    | Helen Goldwyn | Lizzie Hopley | Dixième Docteur, K9 et Nyssa     | Septembre 2022 |
| 3  | « Quantum of Axos » | Helen Goldwyn | Roy Gill      | Dixième Docteur, K9, Ace et Axos | Septembre 2022 |

### The Thirteenth Doctor Adventures(2025-Présent)
En juillet 2024, Big Finish a annoncé qu'il produirait des audios mettant en vedette Jodie Whittaker dans le rôle du Treizième Docteur et Mandip Gill dans le rôle de sa compagne Yasmin Khan à partir de juillet 2025.
| N° | Titre | Réalisé par     | Écrit par | Personnages                      | Publication    |
| -- | ----- | --------------- | --------- | -------------------------------- | -------------- |
| 1  | TBA   | Ken Bentley     | —         | Treizième Docteur et Yasmin Khan | Juillet 2025   |
| 2  | TBA   | Bethany Weimers | —         | Treizième Docteur et Yasmin Khan | Septembre 2025 |
| 3  | TBA   | Steven Kavuma   | —         | Treizième Docteur et Yasmin Khan | Novembre 2025  |
| 4  | TBA   | —               | —         | Treizième Docteur et Yasmin Khan | Janvier 2026   |
| 5  | TBA   | —               | —         | Treizième Docteur et Yasmin Khan | Mars 2026      |
| 6  | TBA   | —               | —         | Treizième Docteur et Yasmin Khan | Mai 2026       |
| 7  | TBA   | —               | —         | Treizième Docteur et Yasmin Khan | Juillet 2026   |
| 8  | TBA   | —               | —         | Treizième Docteur et Yasmin Khan | Septembre 2026 |
| 9  | TBA   | —               | —         | Treizième Docteur et Yasmin Khan | Novembre 2026  |
| 10 | TBA   | —               | —         | Treizième Docteur et Yasmin Khan | Janvier 2027   |
| 11 | TBA   | —               | —         | Treizième Docteur et Yasmin Khan | Mars 2027      |
| 12 | TBA   | —               | —         | Treizième Docteur et Yasmin Khan | Mai 2027       |

 : Publications à venir

### The Fugitive Doctor(2025-Présent)
Le 23 avril 2022, Big Finish a annoncé deux coffrets mettant en vedette Jo Martin dans le rôle du Docteur Fugitif.

#### Most Wanted[91](2025)
| N° | Titre                            | Réalisé par     | Écrit par        | Personnages                 | Publication  |
| -- | -------------------------------- | --------------- | ---------------- | --------------------------- | ------------ |
| 1  | « Fast Times »                   | Bethany Weimers | Robert Valentine | Docteur Fugitif et Cosmogon | Janvier 2025 |
| 2  | « The Legend of Baba Yaga »      | Bethany Weimers | Rochana Patel    | Docteur Fugitif et Cosmogon | Janvier 2025 |
| 3  | « The Dimension of Lost Things » | Bethany Weimers | Lisa McMullin    | Docteur Fugitif et Cosmogon | Janvier 2025 |

#### Dead or Alive[92](2025)
| N° | Titre                 | Réalisé par     | Écrit par            | Personnages                 | Publication  |
| -- | --------------------- | --------------- | -------------------- | --------------------------- | ------------ |
| 1  | « Flying Solo »       | Bethany Weimers | Tajinder Singh Hayer | Docteur Fugitif et Cosmogon | Juillet 2025 |
| 2  | « The Junkyard Loop » | Bethany Weimers | Aaron Douglas        | Docteur Fugitif et Cosmogon | Juillet 2025 |
| 3  | « Hereafter »         | Bethany Weimers | Tim Foley            | Docteur Fugitif et Cosmogon | Juillet 2025 |

 : Publications à venir

### Destiny of the Doctor(2013)
Produite pour AudioGo pour célébrer le 50e Anniversaire de Doctor Who, c'était la première série audio produite par Big Finish à présenter les Docteurs de la nouvelle série (2005-2022).
| N° | Titre                       | Réalisé par    | Écrit par                  | Personnages                                   | Publication    |
| -- | --------------------------- | -------------- | -------------------------- | --------------------------------------------- | -------------- |
| 1  | « Hunters of Earth »        | John Ainsworth | Nigel Robinson             | Premier Docteur et Susan                      | Janvier 2013   |
| 2  | « Shadow of Death »         | John Ainsworth | Simon Guerrier             | Deuxième Docteur, Jamie et Zoe                | Février 2013   |
| 3  | « Vengeance of the Stones » | John Ainsworth | Andrew Smith               | Troisième Docteur, le Brigadier et Mike Yates | Mars 2013      |
| 4  | « Babblesphere »            | John Ainsworth | Jonathan Morris            | Quatrième Docteur et Romana II                | Avril 2013     |
| 5  | « Smoke and Mirrors »       | John Ainsworth | Steve Lyons                | Cinquième Docteur, Tegan, Adric et Nyssa      | Mai 2013       |
| 6  | « Trouble in Paradise »     | John Ainsworth | Nev Fountain               | Sixième Docteur et Peri                       | Juin 2013      |
| 7  | « Shockwave »               | John Ainsworth | James Swallow              | Septième Docteur et Ace                       | Juillet 2013   |
| 8  | « Enemy Aliens »            | John Ainsworth | Alan Barnes                | Huitième Docteur et Charley                   | Août 2013      |
| 9  | « Night of the Whisper »    | John Ainsworth | Cavan Scott et Mark Wright | Neuvième Docteur, Rose et Jack                | Septembre 2013 |
| 10 | « Death's Dear »            | John Ainsworth | Darren Jones               | Dixième Docteur et Donna                      | Octobre 2013   |
| 11 | « The Time Machine »        | John Ainsworth | Matt Fitton                | Onzième Docteur et Clara                      | Novembre 2013  |

### The Doctor Chronicles(2017-Présent)

#### The Ninth Doctor Chronicles 1[104](2017)
Quatre nouvelles histoires de l'ère du Neuvième Docteur, interprétées par Nicholas Briggs. Avec Bruno Langley dans le rôle d'Adam Mitchell et Camille Coduri dans le rôle de Jackie Tyler.
| N° | Titre                      | Réalisé par   | Écrit par      | Personnages                                  | Publication |
| -- | -------------------------- | ------------- | -------------- | -------------------------------------------- | ----------- |
| 1  | « The Bleeding Heart »     | Helen Goldwyn | Cavan Scott    | Neuvième Docteur et Adriana Jarsdel          | Mai 2017    |
| 2  | « The Window on the Moor » | Helen Goldwyn | Una McCormack  | Neuvième Docteur, Rose Tyler et Emily Brontë | Mai 2017    |
| 3  | « The Other Side »         | Helen Goldwyn | Scott Handcock | Neuvième Docteur, Rose et Adam               | Mai 2017    |
| 4  | « Retail Therapy »         | Helen Goldwyn | James Goss     | Neuvième Docteur, Rose et Jackie             | Mai 2017    |

#### The Tenth Doctor Chronicles 1[105](2018)
Quatre histoires racontées se déroulant pendant l'ère du Dixième Docteur, interprété par Jacob Dudman. Avec Jacqueline King dans le rôle de Sylvia Noble, Michelle Ryan dans le rôle de Lady Christina de Souza et Jon Culshaw.
| N° | Titre                  | Réalisé par   | Écrit par          | Personnages                       | Publication |
| -- | ---------------------- | ------------- | ------------------ | --------------------------------- | ----------- |
| 1  | « The Taste of Death » | Helen Goldwyn | Helen Goldwyn      | Dixième Docteur et Rose           | Avril 2018  |
| 2  | « Back Track »         | Helen Goldwyn | Matthew J. Elliott | Dixième Docteur et Martha Jones   | Avril 2018  |
| 3  | « Wild Pastures »      | Helen Goldwyn | James Goss         | Dixième Docteur et Sylvia         | Avril 2018  |
| 4  | « Last Chance »        | Helen Goldwyn | Guy Adams          | Dixième Docteur et Lady Christina | Avril 2018  |

#### The Eleventh Doctor Chronicles 1[106](2018)
Quatre histoires racontées se déroulant pendant l'ère du Onzième Docteur, interprété par Jacob Dudman. Avec Danny Horn dans le rôle de Kazran Sardick et Simon Fisher-Becker dans celui de Dorium Maldovar.
| N° | Titre                   | Réalisé par   | Écrit par      | Personnages                           | Publication |
| -- | ----------------------- | ------------- | -------------- | ------------------------------------- | ----------- |
| 1  | « The Calendar Man »    | Helen Goldwyn | A.K. Benedict  | Onzième Docteur et Amy Pond           | Août 2018   |
| 2  | « The Top of the Tree » | Helen Goldwyn | Simon Guerrier | Onzième Docteur et Kazran Sardick     | Août 2018   |
| 3  | « The Light Keepers »   | Helen Goldwyn | Roy Gill       | Onzième Docteur et Dorium Maldovar    | Août 2018   |
| 4  | « False Coronets »      | Helen Goldwyn | Alice Cavender | Onzième Docteur, Clara et Jane Austen | Août 2018   |

#### The Twelfth Doctor Chronicles 1[107](2020)
Quatre histoires racontées se déroulant pendant l'ère du Douzième Docteur, interprété par Jacob Dudman. Avec Samuel Anderson dans le rôle de Danny Pink et Ingrid Oliver dans celui d'Osgood.
| N° | Titre                               | Réalisé par   | Écrit par       | Personnages                      | Publication  |
| -- | ----------------------------------- | ------------- | --------------- | -------------------------------- | ------------ |
| 1  | « The Change of the Night Brigade » | Helen Goldwyn | David Llewellyn | Douzième Docteur et Mary Seacole | Février 2020 |
| 2  | « War Wounds »                      | Helen Goldwyn | Mark Wright     | Douzième Docteur et Danny Pink   | Février 2020 |
| 3  | « Distant Voices »                  | Helen Goldwyn | Lizbeth Myles   | Douzième Docteur                 | Février 2020 |
| 4  | « Field Trip »                      | Helen Goldwyn | Una McCormack   | Douzième Docteur et Osgood       | Février 2020 |

#### The Eleventh Doctor Chronicles 2[108](2021)
À contrario des titres précédents de la gamme, ce coffret a été le premier à être composé de quatre histoires sous forme de drames audio avec un casting complet plutôt qu'une simple narration, avec Jacob Dudman dans le rôle du Onzième Docteur.
| N° | Titre                        | Réalisé par     | Écrit par           | Personnages     | Publication    |
| -- | ---------------------------- | --------------- | ------------------- | --------------- | -------------- |
| 1  | « The Evolving Dead »        | Nicholas Briggs | Doris V. Sutherland | Onzième Docteur | Septembre 2021 |
| 2  | « The Day Before They Came » | Nicholas Briggs | Daniel Blythe       | Onzième Docteur | Septembre 2021 |
| 3  | « The Melting Plot »         | Nicholas Briggs | Christopher Cooper  | Onzième Docteur | Septembre 2021 |
| 4  | « A Tragical History »       | Nicholas Briggs | Tessa North         | Onzième Docteur | Septembre 2021 |

#### The Twelfth Doctor Chronicles 2: Timejacked![109](2021)
Comme pour le deuxième volume de The Eleventh Doctor Chronicles, cette sortie voit Jacob Dudman interprété le Douzième Docteur dans des drames audio avec un casting complet plutôt qu'une simple narration.
| N° | Titre                     | Réalisé par   | Écrit par   | Personnages                        | Publication   |
| -- | ------------------------- | ------------- | ----------- | ---------------------------------- | ------------- |
| 1  | « Flight to Calandra »    | Helen Goldwyn | Matt Fitton | Douzième Docteur et Keira Sanstrom | Novembre 2021 |
| 2  | « Split Second »          | Helen Goldwyn | Lou Morgan  | Douzième Docteur et Keira Sanstrom | Novembre 2021 |
| 3  | « The Weight of History » | Helen Goldwyn | Lou Morgan  | Douzième Docteur et Keira Sanstrom | Novembre 2021 |

#### The Eleventh Doctor Chronicles 3: Geronimo![110](2022)
| N° | Titre                  | Réalisé par     | Écrit par     | Personnages                         | Publication  |
| -- | ---------------------- | --------------- | ------------- | ----------------------------------- | ------------ |
| 1  | « The Inheritance »    | Nicholas Briggs | Alfie Shaw    | Onzième Docteur et Valarie Lockwood | Octobre 2022 |
| 2  | « The House of Masks » | Nicholas Briggs | Georgia Cook  | Onzième Docteur et Valarie Lockwood | Octobre 2022 |
| 3  | « The End »            | Nicholas Briggs | Rochana Patel | Onzième Docteur et Valarie Lockwood | Octobre 2022 |

#### The Eleventh Doctor Chronicles 4: All of Time and Space[111](2023)
| N° | Titre                     | Réalisé par     | Écrit par     | Personnages                | Publication   |
| -- | ------------------------- | --------------- | ------------- | -------------------------- | ------------- |
| 1  | « All of Time and Space » | Nicholas Briggs | Ellery Quest  | Onzième Docteur et Valarie | Février 2023  |
| 2  | « The Yearn »             | Nicholas Briggs | Angus Duncan  | Onzième Docteur et Valarie | Février 2023  |
| 3  | « Curiosity Shop »        | Nicholas Briggs | James Goss    | Onzième Docteur et Valarie | Février 2023  |
| 4  | « Broken Hearts »         | Helen Goldwyn   | Lisa McMullin | Onzième Docteur et Valarie | Novembre 2023 |

#### The Tenth Doctor Chronicles 2: Defender of the Earth[113](2023)
| N° | Titre                       | Réalisé par   | Écrit par        | Personnages     | Publication   |
| -- | --------------------------- | ------------- | ---------------- | --------------- | ------------- |
| 1  | « The Thing in the Forest » | Helen Goldwyn | Trevor Baxendale | Dixième Docteur | Novembre 2023 |
| 2  | « The Opacity Factor »      | Helen Goldwyn | Carl Rowens      | Dixième Docteur | Novembre 2023 |
| 3  | « Freedom of Death »        | Helen Goldwyn | Alice Cavender   | Dixième Docteur | Novembre 2023 |
| 4  | « The Siege of Shackleton » | Helen Goldwyn | Una McCormack    | Dixième Docteur | Novembre 2023 |

#### The Eleventh Doctor Chronicles 5: Everywhere and Anywhere[114](2023)
| N° | Titre                    | Réalisé par   | Écrit par     | Personnages                          | Publication   |
| -- | ------------------------ | ------------- | ------------- | ------------------------------------ | ------------- |
| 1  | « Spirit of the Season » | Helen Goldwyn | Georgia Cook  | Onzième Docteur, Valarie et Clara    | Décembre 2023 |
| 2  | « All's Fair »           | Helen Goldwyn | Max Kashevsky | Onzième Docteur et Valarie           | Décembre 2023 |
| 3  | « Sins of the Flesh »    | Helen Goldwyn | Alfie Shaw    | Onzième Docteur, Valarie et Cybermen | Décembre 2023 |

#### The Eleventh Doctor Chronicles 6: Victory of the Doctor[115](2024)
Le volume 6 de The Eleventh Doctor Chronicles était le dernier coffret dans lequel Jacob Dudman incarnait le Onzième Docteur.
| N° | Titre                                       | Réalisé par   | Écrit par      | Personnages                        | Publication  |
| -- | ------------------------------------------- | ------------- | -------------- | ---------------------------------- | ------------ |
| 1  | « Didn't You Kill My Mother? »              | Helen Goldwyn | John Dorney    | Onzième Docteur et Valarie         | Février 2024 |
| 2  | « Daleks Victorius »                        | Helen Goldwyn | Felecia Barker | Onzième Docteur, Valarie et Daleks | Février 2024 |
| 3  | « The Last Stand of Miss Valerie Lockwood » | Helen Goldwyn | Alfie Shaw     | Onzième Docteur et Valarie         | Février 2024 |
| 4  | « Victory of the Doctor »                   | Helen Goldwyn | Alfie Shaw     | Onzième Docteur                    | Février 2024 |

#### The Twelfth Doctor Chronicles 3: You Only Die Twice[116](2024)
Le volume 3 de The Twelfth Doctor Chronicles était le dernier coffret dans lequel Jacob Dudman incarnait le Douzième Docteur.
| N° | Titre                  | Réalisé par   | Écrit par     | Personnages      | Publication |
| -- | ---------------------- | ------------- | ------------- | ---------------- | ----------- |
| 1  | « Sunstrike »          | Lisa Bowerman | Georgia Cook  | Douzième Docteur | Mars 2024   |
| 2  | « Never the End is »   | Lisa Bowerman | Ben Tedds     | Douzième Docteur | Mars 2024   |
| 3  | « You Only Die Twice » | Lisa Bowerman | Fio Trethewey | Douzième Docteur | Mars 2024   |

### Time Lord Victorious(2020-2021)
La gamme Time Lord Victorious est une histoire multiplateforme, avec d'autres histoires publiées par Penguin Random House, Doctor Who Magazine, Titan Comics, Escape Hunt, Short Trips publié par Big Finish Productions, Eaglemoss Hero Collector, Immersive Everywhere, Maze Theory, BBC Books et BBC Audio,,.

#### Short Trips[120](2020)
| N° | Titre            | Réalisé par   | Écrit par      | Personnages | Publication  |
| -- | ---------------- | ------------- | -------------- | ----------- | ------------ |
| —  | « Master Thief » | Lisa Bowerman | Fio Trethewey  | Le Maître   | Octobre 2020 |
| —  | « Lesser Evils » | Lisa Bowerman | Simon Guerrier | Le Maître   | Octobre 2020 |

#### Eighth Doctor Trilogy(2021)
| N° | Titre                            | Réalisé par    | Écrit par        | Personnages                | Publication   |
| -- | -------------------------------- | -------------- | ---------------- | -------------------------- | ------------- |
| 1  | « He Kills Me, He Kills Me Not » | Scott Handcock | Carrie Thompson  | Huitième Docteur et Ood    | Octobre 2020  |
| 2  | « The Enemy of My Enemy »        | Scott Handcock | Tracy Ann Baines | Huitième Docteur et Daleks | Novembre 2020 |
| 3  | « Mutually Assured Destruction » | Scott Handcock | Lizzie Hopley    | Huitième Docteur et Daleks | Décembre 2020 |

#### Spéciaux(2020-2021)
| N° | Titre                      | Réalisé par    | Écrit par       | Personnages                 | Publication   |
| -- | -------------------------- | -------------- | --------------- | --------------------------- | ------------- |
| —  | « Genetics of the Daleks » | Jamie Anderson | Jonathan Barnes | Quatrième Docteur et Daleks | Décembre 2020 |
| —  | « Echoes of Extinction »   | Scott Handcock | Alfie Shaw      | Huitième et Dixième Docteur | Avril 2021    |

### Once and Future(2023-2024)
| N° | Titre                                    | Réalisé par   | Écrit par        | Personnages | Publication    |
| -- | ---------------------------------------- | ------------- | ---------------- | --- | -------------- |
| 1  | « Past Lives »                           | Helen Goldwyn | Robert Valentine | Premier, Deuxième, Troisième, Quatrième, Cinquième, Sixième et Septième Docteur, Sarah Jane Smith, Kate Stewart, Osgood et le Moine                                                                                           | Mai 2023       |
| 2  | « The Artist at the End of Time »        | Ken Bentley   | James Goss       | Premier, Deuxième, Troisième, Quatrième, Cinquième, Sixième et Septième Docteur, Jenny et le Conservateur | Juin 2023      |
| 3  | « A Genius for War »                     | Helen Goldwyn | Jonathan Morris  | Premier, Deuxième, Troisième et Septième Docteur, le Général, Veklin, Davros et Daleks | Juillet 2023   |
| 4  | « Two's Company »                        | Helen Goldwyn | Lisa McMullin    | Troisième et Sixième Docteur, Jackie Tyler, Lady Christina et le "Two" | Août 2023      |
| 5  | « The Martian Invasion of Planetoid 50 » | Ken Bentley   | Jonathan Barnes  | Premier, Troisième et Dixième Docteur, Missy et le Paternoster Gang | Septembre 2023 |
| 6  | « Time Lord Immemorial »                 | Helen Goldwyn | Lisa McMullin    | Neuvième Docteur, Docteur Unbound, la Lumiat et Liv Chenka | Octobre 2023   |
| 7  | « The Union »                            | Ken Bentley   | Matt Fitton      | Premier, Deuxième, Troisième, Quatrième, Cinquième, Sixième, Septième et Huitième Docteur, Docteur de la Guerre, Neuvième, Dixième, Onzième et Douzième Docteur, Susan Foreman, River Song, le Moine, le "Two" et "The Union" | Octobre 2023   |
| 8  | « Coda - The Final Act »                 | Helen Goldwyn | Tim Foley        | Docteur de la Guerre, Docteur Fugitif, Bernice Summerfield, Vienna Salvatori, Élisabeth Ire et Voords | Novembre 2024  |